# Argia terira
Argia terira là một loài chuồn chuồn kim trong họ Coenagrionidae.
Argia terira được Calvert miêu tả khoa học năm 1907.